# Symphlebia muscosa
Symphlebia muscosa là một loài bướm đêm thuộc phân họ Arctiinae, họ Erebidae.